# Olympische Sommerspiele 2004/Teilnehmer (Dominikanische Republik)
| Gelbes Symbol für Goldmedaillen mit stilisierten Olympischen Ringen | Graues Symbol für Silbermedaillen mit stilisierten Olympischen Ringen | Braundes Symbol für Bronzemedaillen mit stilisierten Olympischen Ringen |
| ------------------------------------------------------------------- | --------------------------------------------------------------------- | ----------------------------------------------------------------------- |
| 1                                                                   | —                                                                     | —                                                                       |

Die Dominikanische Republik nahm an den Olympischen Sommerspielen 2004 in Athen, Griechenland, mit einer Delegation von 33 Sportlern (17 Männer und 16 Frauen) teil.

## Medaillengewinner
Mit einer gewonnenen Goldmedaille belegte das Team Platz 54 im Medaillenspiegel.

### Gold
| Name          | Sportart       | Wettkampf        |
| ------------- | -------------- | ---------------- |
| Félix Sánchez | Leichtathletik | 400 Meter Hürden |

## Teilnehmer nach Sportarten

### Boxen
- Juan Carlos Payano
Fliegengewicht: 9. Platz

- Argenis Mendez
Bantamgewicht: 17. Platz

- Félix Díaz
Leichtgewicht: 9. Platz

- Isidro Mosquea
Halbweltergewicht: 17. Platz

- Juan José Ubaldo
Mittelgewicht: 17. Platz

### Gewichtheben
- Wanda Rijo
Frauen, Klasse bis 75 Kilogramm: 10. Platz

### Judo
- Modesto Lara
Superleichtgewicht: Zweite Runde

- Juan Carlos Jacinto
Halbleichtgewicht: Erste Runde

- José Miguel Boissard
Halbmittelgewicht: Erste Runde

- José Vicbart Geraldino
Mittelgewicht: Viertelfinale

- José Eugenio Vásquez
Halbschwergewicht: Zweite Runde

### Leichtathletik
- Juan Sainfleur
100 Meter: Vorläufe

- Carlos Santa
400 Meter: Halbfinale

- Félix Sánchez
400 Meter Hürden: Gold

- Juana Rosario Arrendel
Frauen, Hochsprung: 16. Platz in der Qualifikation

- Flor Vásquez
Frauen, Kugelstoßen: 14. Platz in der Qualifikation

### Ringen
- Jansel Ramírez
Federgewicht, griechisch-römisch: 22. Platz

### Schießen
- Julio Dujarric
Skeet: 21. Platz

### Taekwondo
- Yulis Mercedes
Klasse bis 58 Kilogramm: 5. Platz

### Tischtennis
- Luis Lin
Einzel: 9. Platz

- Nieves Wu
Frauen, Einzel: 33. Platz

### Volleyball (Halle)
- Frauenteam
11. Platz

- Kader
Yudelkys Bautista
Milagros Cabral
Evelyn Carrera
Alexandra Caso
Juana González
Francia Jackson
Sofia Mercedes
Kenia Moreta
Prisilla Rivera
Cosiris Rodríguez
Juana Savinon
Annerys Vargas